# Iuliu Maniu

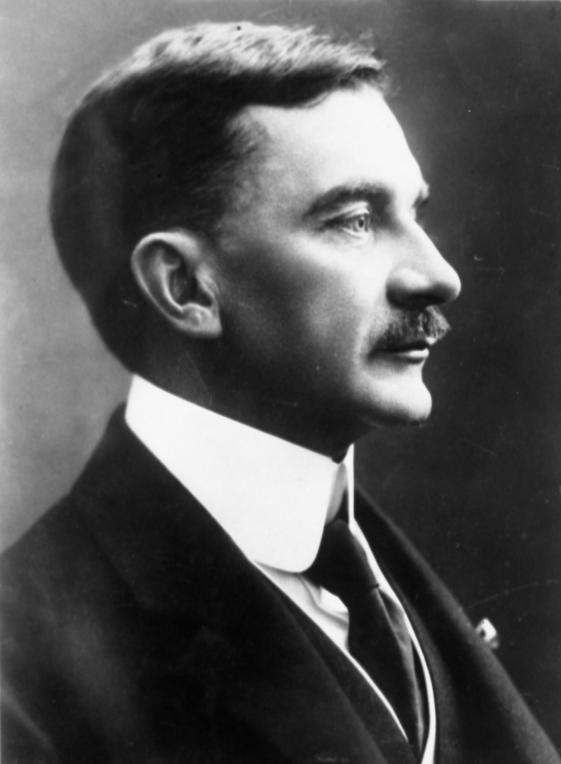
Iuliu Maniu

Iuliu Maniu (Ausspracheⓘ; * 8. Januar 1873 in Bădăcin, im heutigen Kreis Sălaj, Österreich-Ungarn; † 5. Februar 1953 in Sighetu Marmației, Kreis Maramureș) war ein rumänischer Politiker.

## Werdegang
Maniu wurde in Siebenbürgen, damals noch Teil von Österreich-Ungarn, als Angehöriger der rumänischen griechisch-katholischen Kirche geboren. Er besuchte die Grundschule in Blaj und das Gymnasium in Zalău. Nach dem Jurastudium in Klausenburg und Budapest und der juristischen Promotion in Wien arbeitete er als Anwalt des unierten Erzbistums Făgăraș und Alba Iulia in Blaj.
1896 wurde er ins Präsidium der in der ungarischen Reichshälfte der Donaumonarchie aktiven „Nationalen Partei der Rumänen“ (Partidul Național Român) gewählt. 1906 wurde er für diese Partei in das ungarische Parlament gewählt. Dort wurde er schnell zum Sprecher des parlamentarischen Arms der rumänischen Nationalbewegung. Nach dem Ende des Ersten Weltkrieges und dem Zerfall des K.u.k. Monarchie wurde die Forderung nach einem Anschluss Siebenbürgens an Rumänien verwirklicht. Am 2. Dezember 1918 wurde er zum Präsidenten des Rates von Siebenbürgen, Banat und der rumänischen Provinzen in Ungarn in Sibiu gewählt. Diese Position entsprach der eines Statthalters und beinhaltete auch die Funktion eines Innenministers.
1926 schloss sich die Nationale Partei der Rumänen, deren Vorsitzender Maniu inzwischen geworden war, mit der aus dem rumänischen Altreich stammenden Bauernpartei zur Nationalen und Bauernpartei (Partidul Național-Țărănesc), die sich im Inneren gegen die National-Liberale Partei stellte und nach außen die Anlehnung an Frankreich suchte.
Am 12. Dezember 1928 errang die PNȚ einen eindeutigen Wahlsieg, worauf Maniu zum Ministerpräsidenten wurde. Ein Schwerpunkt seiner Regierung war der Abbau von Handelsschranken, wodurch er den rumänischen Getreideexport und damit seine bäuerliche Stammwählerschaft ebenso förderte wie ausländische Investitionen und damit die industrielle Entwicklung des Landes. Die Weltwirtschaftskrise machte diese Bemühungen jedoch weitgehend zunichte. Iuliu Maniu sprach sich für eine Rückkehr König Karls II. aus, die am 6. Juni 1930 erfolgte. Als dieser entgegen einem Versprechen der Regierung gegenüber seine Geliebte Magda Lupescu nicht vor Gericht stellte, sondern ins Ausland entkommen ließ, trat Maniu am 6. Oktober 1930 zurück. 1932 und 1933 war er noch einmal kurzzeitig Ministerpräsident. Anschließend hatte er bis zum Zweiten Weltkrieg mehrfach für einen kurzen Zeitraum Ministerposten inne, führte aber auch die Opposition an. Das Verhältnis zu Karl II. blieb von Spannungen belastet.
Vor der Parlamentswahl im Dezember 1937 verständigte er sich mit Corneliu Zelea Codreanu, dem Führer der faschistischen Partei und Bewegung Eiserne Garde auf gute Zusammenarbeit und bekundete mehrfach seine Sympathie für Codreanu. Manius ethnischem Nationalismus waren trotz seiner einflussreichen Position in der Zwischenkriegszeit durch eine politische Elite, die sich dem Gesetz und der demokratischen Ordnung verpflichtet fühlte, Schranken auferlegt.
Erbitterten Protest erhob Maniu gegen den Zweiten Wiener Schiedsspruch, in dem Rumänien, das sich den Achsenmächten angeschlossen hatte, den nördlichen Teil Siebenbürgens an Ungarn abtrat. Auch gegen den Kriegseintritt Rumäniens am 23. November 1940 opponierte Maniu, ebenso gegen die Fortführung des Kampfes, nachdem 1941 die Territorien zurückerobert waren, die die Sowjetunion im Jahr zuvor annektiert hatte. Später beteiligte er sich an Verhandlungen, die zu einem Waffenstillstand mit den Alliierten führen sollten.
Maniu war auch über die Grenzen Rumäniens hinweg als Oppositioneller bekannt; während eines Treffens im Schloss Kleßheim am 13. April 1943 legte Adolf Hitler Rumäniens Staatsführer Ion Antonescu nahe, Maniu hinrichten zu lassen. Antonescu lehnte dies mit Verweis auf Manius hohe Popularität unter der rumänischen Landbevölkerung ab.
1944 war Maniu am Aufbau einer Schattenregierung beteiligt, die nach Ion Antonescus Sturz am 23. August 1944 die Macht übernahm. Sein Ministeramt gab er bereits im November des Jahres wieder ab, da die Sowjetunion immer größeren Einfluss auf die Regierung gewann. Am 6. März 1945 wurde auch seine Bauernpartei aus der Regierung ausgeschlossen, wodurch die Sowjetunion endgültig die politische Kontrolle über Rumänien erlangte. Bis 1947 veröffentlichte der ehemalige Ministerpräsident immer wieder Artikel in westlichen Medien, in denen er Rechtsbrüche und Wahlfälschungen der Sowjets und ihrer Verbündeten in Rumänien kritisierte. Am 19. Juli 1947 wurde seine Immunität als Abgeordneter aufgehoben und er wurde verhaftet. Am 11. November 1947 wurde er zu lebenslanger Zwangsarbeit verurteilt, welche aus Altersgründen in eine lebenslange Haftstrafe umgewandelt wurde. Er verstarb 1953 in Gefangenschaft.